# Свети Николай Филантропинов
„Свети Николай Филантропинов“ (на гръцки: Ιερά Μονή Αγίου Νικολάου των Φιλανθρωπηνών) е най-старият действащ и първенстващ манастир на безименния остров в Янинското езеро.
Двата византийски и най-стари манастира на езерния остров „Свети Николай Филантропинов“ и „Свети Николай Стратигопулов“ , са основани от две византийски аристократични семейства, напуснали Константинопол след превземането му от кръстоносците през 1204 година и установили се в Епирското деспотство. Семейство Филантропини са ктитори на манастира, откъдето и името му. За основател (или обновител) на манастира се счита Михаил Филантропин, янински митрополит в края на XIII век (1292 г.). През XVI век манастирът преживява ренесанс, когато игумени са Неофит Филантропин и Йоасаф Филантропин, които извършват коренно обновяване и изографисване на манастира. В манастирската библиотека се съхранявала манастирската храника, ръкописен текст за историята на региона, днес изгубена. 
Стенописите в манастирския католикон са от XVI век и изобразяват сцени от живота и учението на Христос, Богородица, химна на Акатиста, сцени от Стария завет, житието на Свети Никола и други светци, календара, както и изображение на Седемте гръцки мъдреци.